# كأس ألبانيا 1954
كأس ألبانيا 1954 (بالألبانية: Kupa e Republikës 1954‏) هو موسم من كأس ألبانيا. أشرف على تنظيمه اتحاد ألبانيا لكرة القدم، وفاز فيه دينامو تيرانا.